# Валдаора
Валдаора (итал. Valdaora di Mezzo) је насеље у Италији у округу Болцано, региону Трентино-Јужни Тирол.
Према процени из 2011. у насељу је живело 1668 становника. Насеље се налази на надморској висини од 1052 м.

## Становништво
| 1931. | 1936. | 1951. | 1961. | 1971. | 1981. | 1991. | 2001. | 2011. |
| ----- | ----- | ----- | ----- | ----- | ----- | ----- | ----- | ----- |
| 1.633 | 1.771 | 1.816 | 1.941 | 2.096 | 2.300 | 2.591 | 2.797 | 3.110 |